# پری‌شاهرخ سنت لوسیا
پری‌شاهرخ سنت لوسیا (نام علمی: Icterus laudabilis) نام یک گونه از سرده پری‌شاهرخ بر جدید است.